# Wuilker Faríñez
Wuilker Faríñez Aray (Caracas, 15 febbraio 1998) è un calciatore venezuelano, portiere del Rionegro Águilas in prestito dal Caracas.

## Caratteristiche tecniche
Fino a quattordici anni gioca come attaccante, poi decide di diventare un portiere. È in possesso di una grande agilità e di un'ottima reattività, pur arrivando a malapena al metro e ottanta di altezza riesce a coprire molto bene lo specchio della porta.

## Carriera

### Club

#### Caracas
Nato a Catia, un settore della capitale venezuelana Caracas, Wuilker Faríñez muove i primi passi nelle giovanili del Nueva Esparta e del Gramoven. Il 22 settembre 2011, all'età di 13 anni, passa alle giovanili del Caracas. Nel 2013 firma il suo primo contratto da professionista, debutta ufficialmente il 1º ottobre 2014 in una partita di Copa Venezuela contro l'Arroceros de Calabozo, finita 2-2, risultando il più giovane esordiente in coppa del club. Nel 2015 stabilisce il record d'imbattibilità nella storia del Caracas, mantenendo la porta inviolata per 689'.

#### Millonarios
Il 12 settembre 2017 i Millonarios di Bogotá annunciano il suo acquisto per il 2018.

#### Lens
Il 24 giugno 2020 viene ceduto in prestito al Lens; il 24 maggio 2021 viene riscattato dal club francese, con cui firma un contratto triennale.

### Nazionale
Viene convocato per la Copa América del 2015 come terzo portiere e per Copa América Centenario negli Stati Uniti nel 2016. Il 23 marzo 2017 debutta in una partita ufficiale con la nazionale maggiore, nelle qualificazioni sudamericane ai Mondiali del 2018 contro il Perù.
Nel 2017 partecipa, come titolare, ai Mondiali Under-20 in Corea del Sud, dove raggiunge la finale persa 0-1 contro l'Inghilterra. Nella fase finale segna anche un gol, su calcio di rigore nella vittoria per 7-0 contro Vanuatu.

## Statistiche

### Presenze e reti nei club
| Stagione           | Club               | Campionato         | Campionato | Campionato | Coppe nazionali | Coppe nazionali | Coppe nazionali | Coppe continentali | Coppe continentali | Coppe continentali | Supercoppe | Supercoppe | Supercoppe | Totale | Totale |
| Stagione           | Club               | Comp               | Pres       | Reti       | Comp            | Pres            | Reti            | Comp               | Pres               | Reti               | Comp       | Pres       | Reti       | Pres   | Reti   |
| ------------------ | ------------------ | ------------------ | ---------- | ---------- | --------------- | --------------- | --------------- | ------------------ | ------------------ | ------------------ | ---------- | ---------- | ---------- | ------ | ------ |
| 2018-2019          | Millonarios        | CP                 | 13         | -13        | CC              | 0               | 0               | CL+CS              | 6+4                | -4+-1              | -          | -          | -          | 23     | -18    |
| 2019-2020          | Millonarios        | CP                 | 17         | -13        | CC              | 1               | -2              | -                  | -                  | -                  | -          | -          | -          | 18     | -15    |
| 2020-2021          | Millonarios        | CP                 | 6          | -10        | CC              | 0               | 0               | CS                 | 2                  | -1                 | -          | -          | -          | 8      | -11    |
| Totale Millonarios | Totale Millonarios | Totale Millonarios | 36         | -36        |                 | 1               | -2              |                    | 12                 | -6                 |            | -          | -          | 49     | -44    |
| 2020-2021          | Lens               | L1                 | 0          | 0          | CL              | 0               | 0               | -                  | -                  | -                  | -          | -          | -          | 0      | 0      |
| Totale carriera    | Totale carriera    | Totale carriera    | 36         | -36        |                 | 1               | -2              |                    | 12                 | -6                 |            | -          | -          | 49     | -44    |

### Cronologia presenze e reti in nazionale
| Cronologia completa delle presenze e delle reti in nazionale ― Venezuela | Cronologia completa delle presenze e delle reti in nazionale ― Venezuela | Cronologia completa delle presenze e delle reti in nazionale ― Venezuela | Cronologia completa delle presenze e delle reti in nazionale ― Venezuela | Cronologia completa delle presenze e delle reti in nazionale ― Venezuela | Cronologia completa delle presenze e delle reti in nazionale ― Venezuela | Cronologia completa delle presenze e delle reti in nazionale ― Venezuela | Cronologia completa delle presenze e delle reti in nazionale ― Venezuela |
| Data                                                                     | Città                                                                    | In casa                                                                  | Risultato                                                                | Ospiti                                                                   | Competizione                                                             | Reti                                                                     | Note                                                                     |
| ------------------------------------------------------------------------ | ------------------------------------------------------------------------ | ------------------------------------------------------------------------ | ------------------------------------------------------------------------ | ------------------------------------------------------------------------ | ------------------------------------------------------------------------ | ------------------------------------------------------------------------ | ------------------------------------------------------------------------ |
| 25-5-2016                                                                | Panama                                                                   | Panama                                                                   | 0 – 0                                                                    | Venezuela                                                                | Amichevole                                                               | -                                                                        |                                                                          |
| 24-3-2017                                                                | Maturín                                                                  | Venezuela                                                                | 2 – 2                                                                    | Perù                                                                     | Qual. Mondiali 2018                                                      | -2                                                                       |                                                                          |
| 29-3-2017                                                                | Santiago del Cile                                                        | Cile                                                                     | 3 – 1                                                                    | Venezuela                                                                | Qual. Mondiali 2018                                                      | -3                                                                       |                                                                          |
| 31-8-2017                                                                | San Cristóbal                                                            | Venezuela                                                                | 0 – 0                                                                    | Colombia                                                                 | Qual. Mondiali 2018                                                      | -                                                                        |                                                                          |
| 5-9-2017                                                                 | Buenos Aires                                                             | Argentina                                                                | 1 – 1                                                                    | Venezuela                                                                | Qual. Mondiali 2018                                                      | -1                                                                       |                                                                          |
| 5-10-2017                                                                | San Cristóbal                                                            | Venezuela                                                                | 0 – 0                                                                    | Uruguay                                                                  | Qual. Mondiali 2018                                                      | -                                                                        |                                                                          |
| 11-10-2017                                                               | Asunción                                                                 | Paraguay                                                                 | 0 – 1                                                                    | Venezuela                                                                | Qual. Mondiali 2018                                                      | -                                                                        | 90+4’                                                                    |
| 13-11-2017                                                               | Nimega                                                                   | Venezuela                                                                | 0 – 1                                                                    | Iran                                                                     | Amichevole                                                               | -                                                                        | 46’                                                                      |
| 7-9-2018                                                                 | Miami                                                                    | Venezuela                                                                | 1 – 2                                                                    | Colombia                                                                 | Amichevole                                                               | -2                                                                       |                                                                          |
| 16-10-2018                                                               | Barcellona                                                               | Emirati Arabi Uniti                                                      | 0 – 2                                                                    | Venezuela                                                                | Amichevole                                                               | -                                                                        |                                                                          |
| 20-11-2018                                                               | Doha                                                                     | Iran                                                                     | 1 – 1                                                                    | Venezuela                                                                | Amichevole                                                               | -1                                                                       |                                                                          |
| 22-3-2019                                                                | Madrid                                                                   | Argentina                                                                | 1 – 3                                                                    | Venezuela                                                                | Amichevole                                                               | -1                                                                       |                                                                          |
| 5-6-2019                                                                 | Atlanta                                                                  | Messico                                                                  | 3 – 1                                                                    | Venezuela                                                                | Amichevole                                                               | -3                                                                       |                                                                          |
| 9-6-2019                                                                 | Cincinnati                                                               | Stati Uniti                                                              | 0 – 3                                                                    | Venezuela                                                                | Amichevole                                                               | -                                                                        |                                                                          |
| 15-6-2019                                                                | Porto Alegre                                                             | Venezuela                                                                | 0 – 0                                                                    | Perù                                                                     | Coppa America 2019 - 1º turno                                            | -                                                                        |                                                                          |
| 18-6-2019                                                                | Salvador                                                                 | Brasile                                                                  | 0 – 0                                                                    | Venezuela                                                                | Coppa America 2019 - 1º turno                                            | -                                                                        |                                                                          |
| 22-6-2019                                                                | Belo Horizonte                                                           | Bolivia                                                                  | 1 – 3                                                                    | Venezuela                                                                | Coppa America 2019 - 1º turno                                            | -1                                                                       |                                                                          |
| 28-6-2019                                                                | Rio de Janeiro                                                           | Venezuela                                                                | 0 – 2                                                                    | Argentina                                                                | Coppa America 2019 - Quarti di finale                                    | -2                                                                       |                                                                          |
| 10-9-2019                                                                | Tampa                                                                    | Colombia                                                                 | 0 – 0                                                                    | Venezuela                                                                | Amichevole                                                               | -                                                                        |                                                                          |
| 10-10-2019                                                               | Caracas                                                                  | Venezuela                                                                | 4 – 1                                                                    | Bolivia                                                                  | Amichevole                                                               | -1                                                                       |                                                                          |
| 14-10-2019                                                               | Caracas                                                                  | Venezuela                                                                | 2 – 0                                                                    | Trinidad e Tobago                                                        | Amichevole                                                               | -                                                                        | 46’                                                                      |
| 19-11-2019                                                               | Suita                                                                    | Giappone                                                                 | 1 – 4                                                                    | Venezuela                                                                | Amichevole                                                               | -1                                                                       |                                                                          |
| 10-10-2020                                                               | Barranquilla                                                             | Colombia                                                                 | 3 – 0                                                                    | Venezuela                                                                | Qual. Mondiali 2022                                                      | -3                                                                       |                                                                          |
| 14-10-2020                                                               | Mérida                                                                   | Colombia                                                                 | 0 – 1                                                                    | Paraguay                                                                 | Qual. Mondiali 2022                                                      | -1                                                                       |                                                                          |
| 13-11-2020                                                               | San Paolo                                                                | Brasile                                                                  | 1 – 0                                                                    | Venezuela                                                                | Qual. Mondiali 2022                                                      | -1                                                                       |                                                                          |
| 17-11-2020                                                               | Caracas                                                                  | Venezuela                                                                | 2 – 1                                                                    | Cile                                                                     | Qual. Mondiali 2022                                                      | -1                                                                       |                                                                          |
| 17-6-2021                                                                | Goiânia                                                                  | Colombia                                                                 | 0 – 0                                                                    | Venezuela                                                                | Coppa America 2021 - 1º turno                                            | -                                                                        |                                                                          |
| 20-6-2021                                                                | Rio de Janeiro                                                           | Venezuela                                                                | 2 – 2                                                                    | Ecuador                                                                  | Coppa America 2021 - 1º turno                                            | -2                                                                       |                                                                          |
| 27-6-2021                                                                | Brasilia                                                                 | Venezuela                                                                | 0 – 1                                                                    | Perù                                                                     | Coppa America 2021 - 1º turno                                            | -1                                                                       |                                                                          |
| 3-9-2021                                                                 | Caracas                                                                  | Venezuela                                                                | 1 – 3                                                                    | Argentina                                                                | Qual. Mondiali 2022                                                      | -3                                                                       |                                                                          |
| 6-9-2021                                                                 | Lima                                                                     | Perù                                                                     | 1 – 0                                                                    | Venezuela                                                                | Qual. Mondiali 2022                                                      | -1                                                                       |                                                                          |
| 10-9-2021                                                                | Asunción                                                                 | Paraguay                                                                 | 2 – 1                                                                    | Venezuela                                                                | Qual. Mondiali 2022                                                      | -2                                                                       | cap.                                                                     |
| 10-10-2021                                                               | Caracas                                                                  | Venezuela                                                                | 2 – 1                                                                    | Ecuador                                                                  | Qual. Mondiali 2022                                                      | -1                                                                       |                                                                          |
| 15-10-2021                                                               | Santiago del Cile                                                        | Cile                                                                     | 3 – 0                                                                    | Venezuela                                                                | Qual. Mondiali 2022                                                      | -3                                                                       |                                                                          |
| 16-11-2021                                                               | Caracas                                                                  | Venezuela                                                                | 1 – 2                                                                    | Perù                                                                     | Qual. Mondiali 2022                                                      | -2                                                                       |                                                                          |
| 28-1-2022                                                                | Barinas                                                                  | Venezuela                                                                | 4 – 1                                                                    | Bolivia                                                                  | Qual. Mondiali 2022                                                      | -1                                                                       |                                                                          |
| 1-2-2022                                                                 | Montevideo                                                               | Uruguay                                                                  | 4 – 1                                                                    | Venezuela                                                                | Qual. Mondiali 2022                                                      | -4                                                                       |                                                                          |
| 26-3-2022                                                                | Buenos Aires                                                             | Argentina                                                                | 3 – 0                                                                    | Venezuela                                                                | Qual. Mondiali 2022                                                      | -3                                                                       |                                                                          |
| 30-3-2022                                                                | Ciudad Guayana                                                           | Venezuela                                                                | 0 – 1                                                                    | Colombia                                                                 | Qual. Mondiali 2022                                                      | -1                                                                       |                                                                          |
| 1-6-2022                                                                 | Ta' Qali                                                                 | Malta                                                                    | 0 – 1                                                                    | Venezuela                                                                | Amichevole                                                               | -                                                                        |                                                                          |
| 18-1-2025                                                                | Fort Lauderdale                                                          | Stati Uniti                                                              | 3 – 1                                                                    | Venezuela                                                                | Amichevole                                                               | -3                                                                       |                                                                          |
| Totale                                                                   |                                                                          | Presenze                                                                 | 41                                                                       |                                                                          | Reti                                                                     | -51                                                                      |                                                                          |

## Palmarès

### Competizioni nazionali
- Súper Liga: 1

Millonarios: 2018